# Lovelorn
| Críticas profissionais | Críticas profissionais |
| Avaliações da crítica  | Avaliações da crítica  |
| Fonte                  | Avaliação              |
| ---------------------- | ---------------------- |
| Sea of Tranquility     | [ 1 ]                  |
| Exclaim!               | (favorável)            |
| Metal Temple           | [ 3 ]                  |

Lovelorn é o álbum de estréia da banda norueguesa/alemã de metal sinfônico Leaves' Eyes, lançado em 17 de agosto de 2004. Quase todos os vocais no álbum foram feitos por Liv Kristine, mas há também vocais guturais feitos por Alexander Krull.

## Lista de faixas
Todas as letras escritas por Liv Kristine e toda as músicas compostas por Alexander Krull, Chris Lukhaup, Thorsten Bauer, Mathias Röderer e Martin Schmidt.
| N.º            | Título                 | Duração |  |
| 1.             | "Norwegian Lovesong"   | 3:43    |  |
| 2.             | "Tale of the Sea Maid" | 3:48    |  |
| 3.             | "Ocean's Way"          | 3:32    |  |
| 4.             | "Lovelorn"             | 4:11    |  |
| 5.             | "The Dream"            | 4:59    |  |
| 6.             | "Secret"               | 4:31    |  |
| 7.             | "For Amelie"           | 3:38    |  |
| 8.             | "Temptation"           | 3:44    |  |
| 9.             | "Into Your Light"      | 5:33    |  |
| 10.            | "Return to Life"       | 4:07    |  |
| Duração total: | Duração total:         | 41:36   |  |

## Créditos

### Integrantes
- Liv Kristine Espenæs - vocais principais, teclados
- Alexander Krull - vocais guturais, programação, teclados,
- Thorsten Bauer - guitarras, teclados
- Mathias Röderer - guitarras, teclados
- Christopher Lukhaup - baixos, teclados
- Martin Schmidt - baterias, percussão, programação, teclados

### Músicos convidados
- Carmen Elise Espenæs - vocais de apoio na faixa 9
- Timon Birkhofer - piano e violoncelo nas faixas 5 e 7

### Produção
- Alexander Krull - produção, engenharia, mixagem, masterização
- Chris Lukhaup, Martin Schmidt, Mathias Röderer, Thorsten Bauer - assistentes de engenharia